# Nikolaus Pevsner
Nikolaus Pevsner (Leipzig, Alemania, 30 de enero de 1902-Londres, 18 de agosto de 1983) fue un crítico y teórico de la arquitectura. Nacido en Alemania, y nacionalizado después británico, actualmente es conocido sobre todo por su obra The Buildings of England (1951-74), una monumental serie de guías de la arquitectura de Gran Bretaña, condado por condado, en 46 volúmenes. 

## Trayectoria profesional
Se formó en las Universidades de Leipzig, Múnich, Berlín y Fráncfort. Trabajó inicialmente de conservador auxiliar en la Galería de Dresde, entre 1924 y 1928, y luego desempeñó el cargo de profesor de Historia del Arte y de la Arquitectura en Gotinga desde 1929 hasta 1933.
Durante el período de su estancia en esta Universidad, Pevsner llevó a cabo sus primeras investigaciones sobre la etapa precedente a la formación del Movimiento Moderno, tema sobre el cual dirigió un curso en 1930.
Aunque no fue un opositor activo del régimen nacionalsocialista alemán en los años 30, su origen judío fue la causa de que se le impidiera continuar ejerceciendo como profesor universitario en Alemania en 1933. En 1934 se trasladó a Gran Bretaña y publicó, en 1936, su primer ensayo: Pioneers of Modern Movement from William Morris to Walter Gropius, primera tentativa coherente de aislar la línea de pensamiento desencadenante de la arquitectura moderna. Con esta obra, Pevsner rechazó la idea, hasta este momento aceptada, que consideraba como precursores del Movimiento Moderno a las obras de ingeniería del siglo XX o los ensayos figurativos de los pintores, demostrando un origen a partir de una concepción moral e intelectual planteada por vez primera por el arquitecto novecentista William Morris, a la que se unieron sucesivamente las obras de los ingenieros, las experiencias figurativas de los pintores y las aportaciones de los arquitectos de vanguardia entre 1890 y 1914. Esta publicación asentó las bases necesarias para dar un  marco histórico serio a las conclusiones acerca del Movimiento Moderno.
En 1937, al publicar otro ensayo: An Inquiry into Industrial Art in England, profundizó en el conocimiento del movimiento para la reforma de las artes aplicadas, encontrando de nuevo como precursor a Morris. Esta obra tuvo una influencia directa en la formación de la nueva arquitectura inglesa, en la cual introdujo un amplio conocimiento del movimiento europeo.
Enseñó Bellas Artes en la Universidad de Cambridge (1949-1955) y trabajó como ayudante en el St. John College entre 1950 y 1955. En 1967 se retiró de su ocupación como profesor en el Birbeck College, de la Universidad de Londres, en la cual fue el primer profesor de Historia del Arte. En el año de su retiro fue galardonado con la medalla de oro del Royal Institute of British Architects.

## The Buildings of England
Además de por su carrera académica, la notoriedad actual de Pevsner se debe sobre todo a su monumental obra en 46 volúmenes sobre al arquitectura británica, The Buildings of England. Al poco tiempo de llegar a Inglaterra, se dio cuenta de que el estudio de la historia de la arquitectura había tenido poco relevancia en los círculos académicos británicos y que la información disponible, especialmente para aquellos viajeros y curiosos que deseaban informarse por sí mismos sobre la arquitectura de una región determinada de Inglaterra, era muy limitada. Invitado por Allen Lane, el fundador de Penguin Books, para quien ya había trabajado anteriormente, le propuso la realización de una serie exhaustiva de guías arquitectónicas de todos los condados de Inglaterra para paliar esta carencia.
En 1945 Pevsner empezó a trabajar en este proyecto. Pasaba el periodo vacacional académico recorriendo Inglaterra para realizar observaciones personales y llevar a cabo investigaciones locales. El primer volumen salió a luz en 1951. Pevsner es el autor de 32 volúmenes de la serie original y de otros 10 con colaboradores, con 4 más escritos por otros autores. Desde su muerte, la serie se ha completado y actualizado bajo el título de Pevsner Architectural Guides (ahora publicadas por la Yale University Press), con revisiones de las primeras ediciones, ya iniciadas en 1962 en vida de Pevsner, y con la extensión de la obra al resto del Reino Unido, con series para Escocia, Gales, así como una serie propia para Irlanda. Muchos de los volúmenes individuales son considerados como clásicos.

## Obra
Sus  principales publicaciones constituyen los siguientes  libros: 
- Outline of European Architecture 1942 [Versión en español, Breve historia de la arquitectura europea, de María Corniero Fernández y Fabián Chueca Crespo, en la colección Alianza Forma, n.º 126, Madrid, 1994]. (Primera edición en idioma español, "Esquema de la Arquitectura Europea", Editorial Infinito, Buenos Aires, 1957).

- The Leaves of Southwell (King Penguin series), Penguin, 1945.
- Pioneers of Modern Design (publicada originalmente como Pioneers of the Modern Movement, 1936; 2.ª edición, New York: Museum of Modern Art, 1949; revisada y parcialmente reescrita, Penguin Books, 1960)
- The Buildings of England series (1951–74).
- The Englishness of English Art (1956).
- Christopher Wren, 1632–1723 (1960; como parte de la serie Universe Architecture).
- The Sources of Modern Architecture and Design (1968).
- A History of Building Types (1976).
- Pevsner: The Complete Broadcast Talks (Ashgate, 2014; publicado póstumamente).

## Publicaciones en español
- Diccionario de arquitectura (Alianza Editorial, S.A., 1980).ISBN 84-206-5116-8
- Estudios sobre arte, arquitectura y diseño (Editorial Gustavo Gili, S.A., 1983).ISBN 84-252-1161-1
- Historia de las tipologías arquitectónicas (Editorial Gustavo Gili, S.A., 1980).ISBN 84-252-0915-3
- Los orígenes de la arquitectura moderna y del diseño, (Editorial Gustavo Gili, S.A., 1969).ISBN 84-252-0344-9
- Los orígenes de la arquitectura moderna y del diseño, (Editorial Gustavo Gili, S.A., 1978).ISBN 84-252-0620-0